# Перри Мейсон (телесериал, 1957)
«Перри Мейсон» (англ. Perry Mason) — американский юридический телесериал производства Paisano Productions, транслировавшийся с сентября 1957 года по май 1966 года. Перри Мейсона сыграл актёр Рэймонд Бёрр. В своё время сериал был «самым успешным и продолжительным среди сериалов об адвокатах». Ещё один сериал о Перри Мейсоне с Монте Маркамом шёл на телевидении с 1973 по 1974 год. Постаревший и погрузневший Рэймонд Бёрр снялся также в 26 полнометражных фильмах, выпущенных для телевидения с 1985 по 1993 годы.

## Начало истории

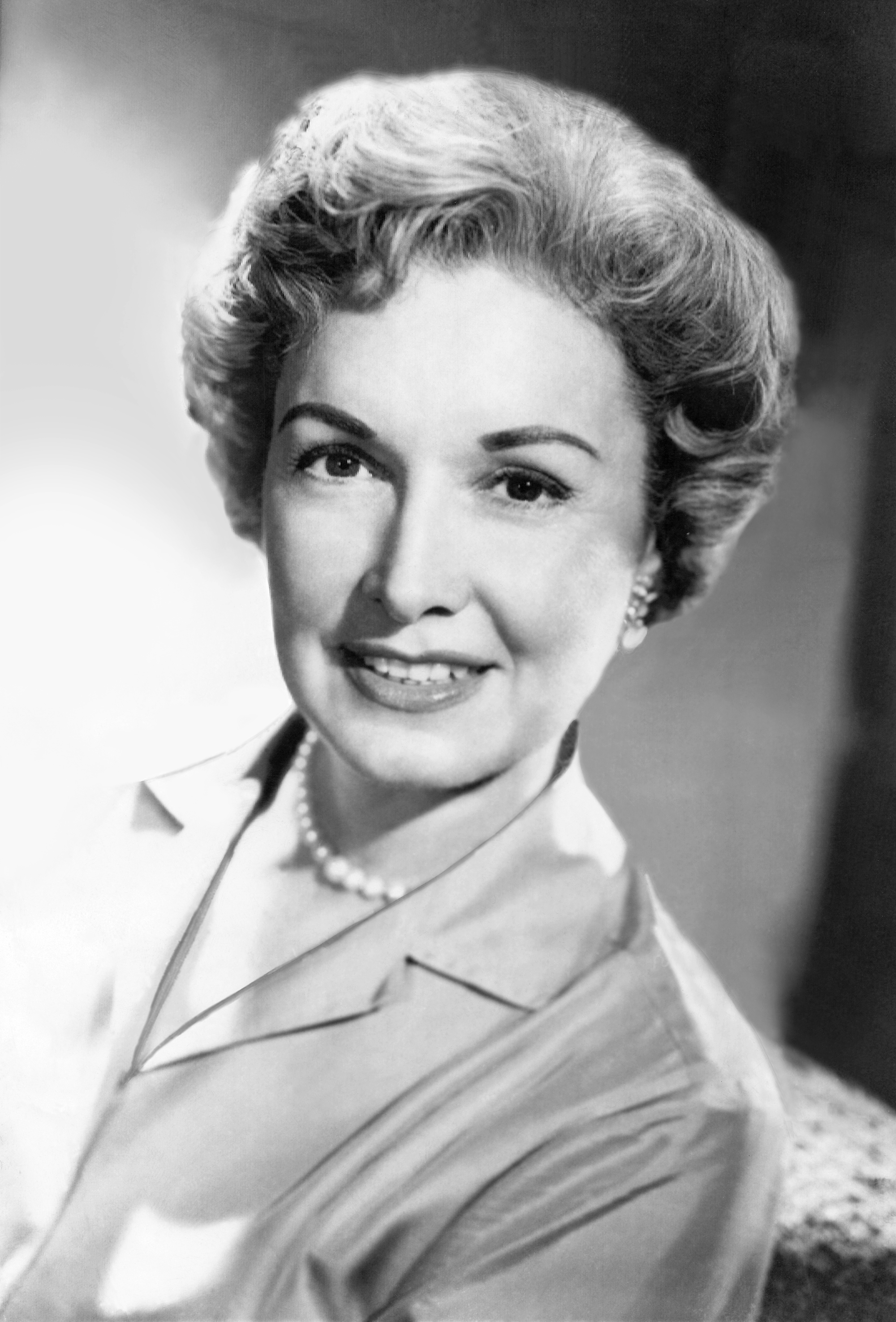
Гэйл Патрик, исполнительный продюсер телесериала (фото 1961 г.)

Эрл Стенли Гарднер, автор серии романов о Перри Мейсоне, отрицательно относился к радиопостановкам и фильмам, которые были сняты компанией Warner Bros., поэтому он отказался предоставлять лицензию на любые другие сценические воплощения своего популярного персонажа Перри Мейсона. Его литературным агентом был Томас Корнвелл Джексон, менеджер по рекламе, который в 1947 году женился на актрисе Гейл Патрик. В молодости Гейл два года проучилась в юридическом колледже, прежде чем отправилась покорять Голливуд, где она снялась более чем в 60 художественных фильмах, включая «Мой человек Годфри» (1936), «Дверь на сцену» (1937) и «Моя любимая жена» (1940). Она прекратила выступления в 1948 году, стала заниматься семьёй и начала убеждать Гарднера разрешить ей снять телесериал на основе рассказов о Перри Мейсоне.
«Мы говорили и говорили о том, какой сериал он хотел бы, чтобы мы сняли, и как он хотел бы контролировать творческую сторону проекта», — сказала Гейл Патрик журналисту Джеймсу Баудену в 1979 году. «Я просто думаю, что он мне доверял, и я продолжала поддерживать свои контакты в шоу-бизнесе».
Гарднер считал личную жизнь Перри Мейсона неактуальной и хотел, чтобы сериал сосредоточился на преступлениях и на том, как Мейсон борется за тех, чья вина в глазах окружающих кажется бесспорной. «Эрл был фанатом закона и знал юридическое дело до тонкостей», — говорила Гейл Патрик.
Томас Корнвелл Джексон (?), её муж, и Гарднер создали производственную компанию Paisano Productions, и Гейл Патрик стала её президентом. Когда она впервые попыталась продать идею сериала о Перри Мейсоне телевизионной вещательной корпорации CBS, ей предложили, чтобы это был не фильм, а «живая» еженедельная программа. «Это убило бы актёра, играющего Перри», — говорила Патрик. «Сериал „Я люблю Люси“ показал, что снятые повторы необходимы». И компания Paisano Productions сняла пилотные серии на собственные деньги.
В феврале 1956 года CBS анонсировала выход осенью нового сериала про Перри Мейсона. Сеть получила права на 272 истории Эрла Стенли Гарднера, включая персонаж самого Перри Мейсона и 11 других главных персонажей. Права были приобретены у компании Paisano Productions, которые снимали серию совместно с CBS и владели 60 % акций в фильмах.
«Перри Мейсон» был первым сериалом Голливуда, снятым для телевидения. Серии выходили каждую неделю по субботам. Гейл Патрик Джексон была исполнительным продюсером. «Мы были первым добросовестным юридическим шоу, и мы потратили два года на подготовку историй о Перри Мейсоне для телевидения», — позже говорила Гейл Патрик.

## Подбор актёров
Весь 1956 год Гейл Патрик Джексон занималась подбором исполнителей. Самым сложным оказалось выбрать артиста на роль Перри Мейсона. Рассматривались такие кандидатуры, как Ричард Карлсон, Майк Коннорс, Ричард Иган, Уильям Холден и Ефрем Цимбалист мл.. В начале апреля CBS вела переговоры с Фредом Мак-Мюрреем, а Корнуэлл Джексон, как писали газеты, отложил двухмесячный отпуск на Гавайях, надеясь, что серия будет готова к сентябрю или октябрю.
«Мы не могли позволить себе большую звезду», рассказывала позже Патрик. В апреле 1956 года она впервые увидела Рэймонда Бёрра среди десятков других актёров. Первоначально предполагалось взять его на роль окружного прокурора Гамильтона Бургера. На Патрик произвело большое впечатление то, как Рэймонд Бёрр справился с ролью прокурора в фильме 1951 года «Место под солнцем». Но потом она пришла к выводу, что он идеально подходит на главную роль Перри Мейсона, для чего, однако, ему нужно было сбросить не меньше 30 кг лишнего веса.
Узнав о такой перспективе, Рэймонд Бёрр не раздумывая сел на строжайшую диету. Когда цель была достигнута, создатели будущего сериала выбрали его из 50 финалистов.
В июле 1956 года Рэймонд Бёрр был утверждён на главную роль, и объявление об этом было сделано в начале августа.
Актёр Уильям Хоппер также пробовался на роль Мейсона, но в итоге его утвердили на роль частного детектива Пола Дрейка. Патрик вспоминала: «Когда Билл Хоппер вошёл в комнату для прослушивания, он с ходу выпалил мне: „Ты ненавидишь мою мать“. А это была Хедда Хоппер, которую я действительно не любила за то, что она делала, но „ненависть“ — это что-то другое. В любом случае, Билл идеально подходил на роль Дрейка, и мы взяли его в сериал».
Барбара Хейл была известной актрисой, она много снималась в художественных фильмах, но у неё уже была семья, с которой она не хотела разлучаться на длительные периоды съёмок. По словам Патрик, Хейл сама позвонила ей, чтобы узнать насчёт роли Деллы Стрит.
Что касается роли окружного прокурора Лос-Анджелеса, то у Гейл Патрик не было сомнений относительно актёра. «Я видела блестящий маленький фильм „Hitch-Hiker“, в котором отлично выступил Билл Тэлман, поэтому я взяла его на роль прокурора Бюргера, и он нас не разочаровал», — сказала Патрик. Позже, когда его спросили о том, что он чувствует, проигрывая Мейсону в суде неделю за неделей, Билл Тэлман сказал: «Бюргер не проигрывает. Как может окружной прокурор проиграть, если речь идёт о том, что он не может осудить невиновного? В отличие от кулачного боя или дуэли на пистолетах, в суде может быть победитель и при этом не быть проигравшего. На самом деле, Бюргер в большом количестве случаев присоединялся к Мейсону в действии против неэтичных адвокатов или лжесвидетелей, или кого-то ещё, кто препятствовал правосудию. Как и любой адвокат в реальной жизни, правосудие — вот основной интерес прокурора Бюргера».
Рэй Коллинз (лейтенант Артур Трэгг) был замечательным актёром, с красивым голосом, компания «Меркурий» часто приглашала его в свои радиопостановки. По словам Патрик Гейл, продюсеры сериала решили не обращать внимания на тот факт, что в реальной жизни его давно бы уволили с действительной полицейской службы по возрасту.

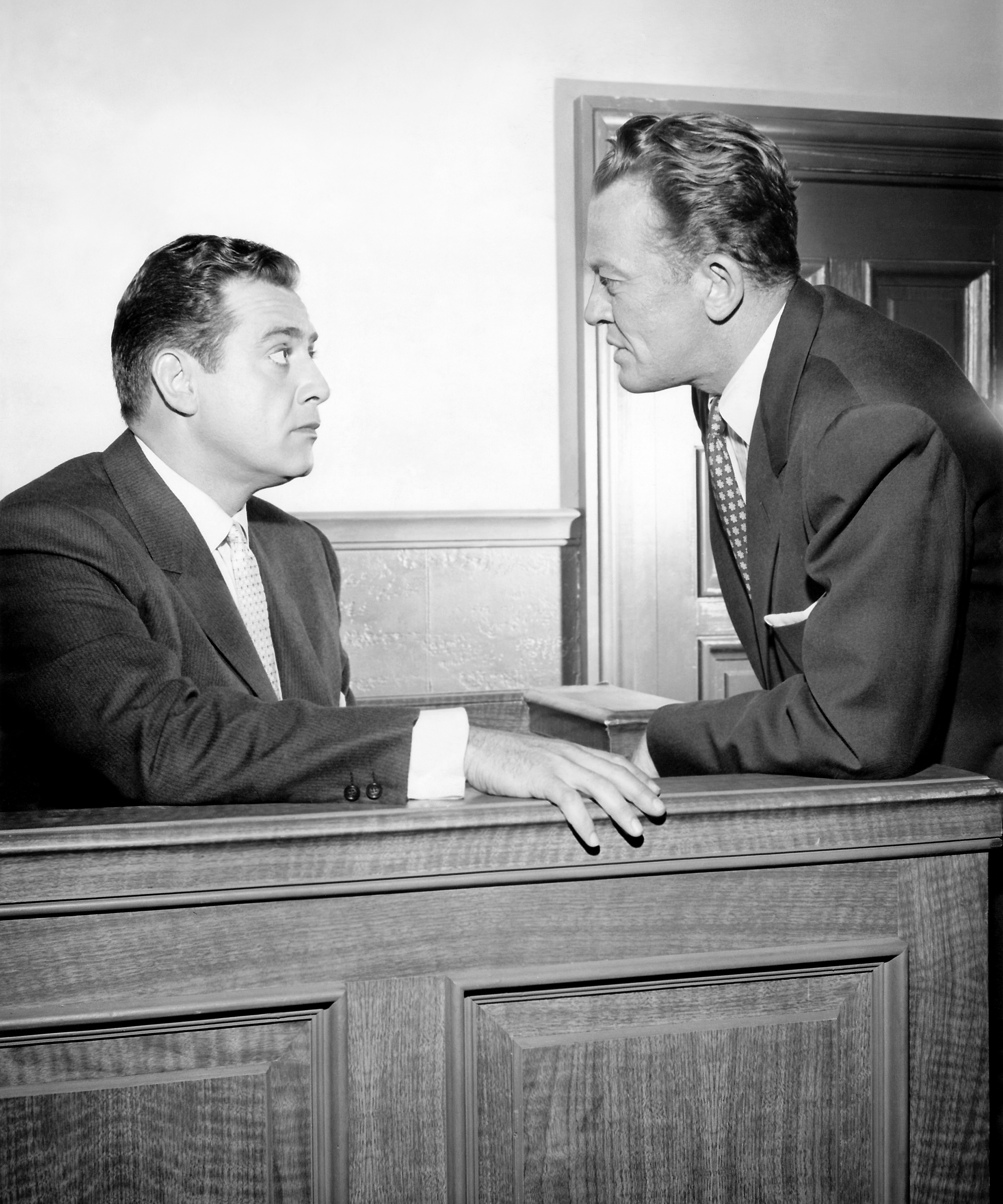
Перри Мейсон (Рэймонд Бёрр) и Хэмилтон Бёргер[англ.] (Уильям Тэлман)
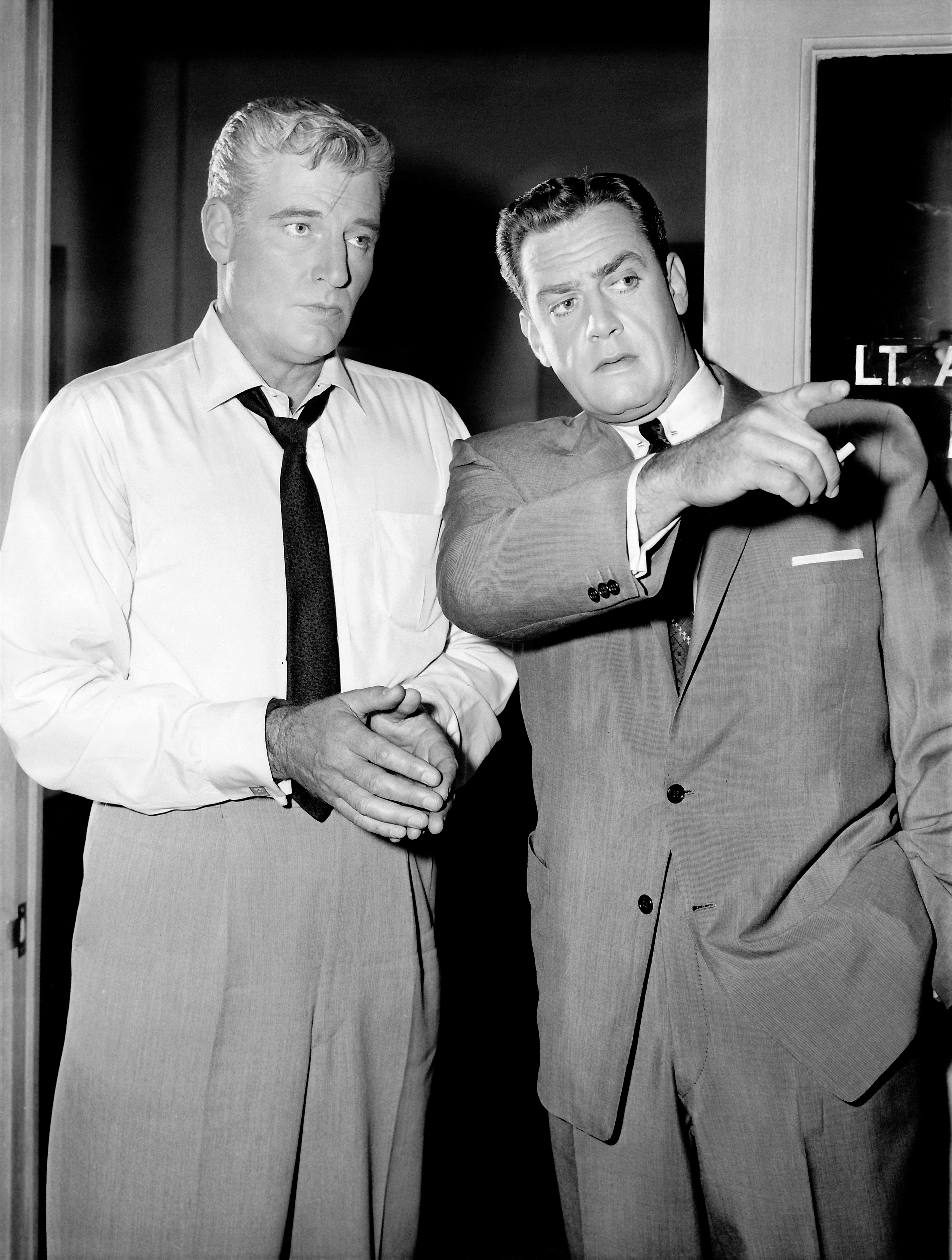
Пол Дрейк[англ.] (Уильям Хоппер) и Перри Мейсон (Рэймонд Бёрр)
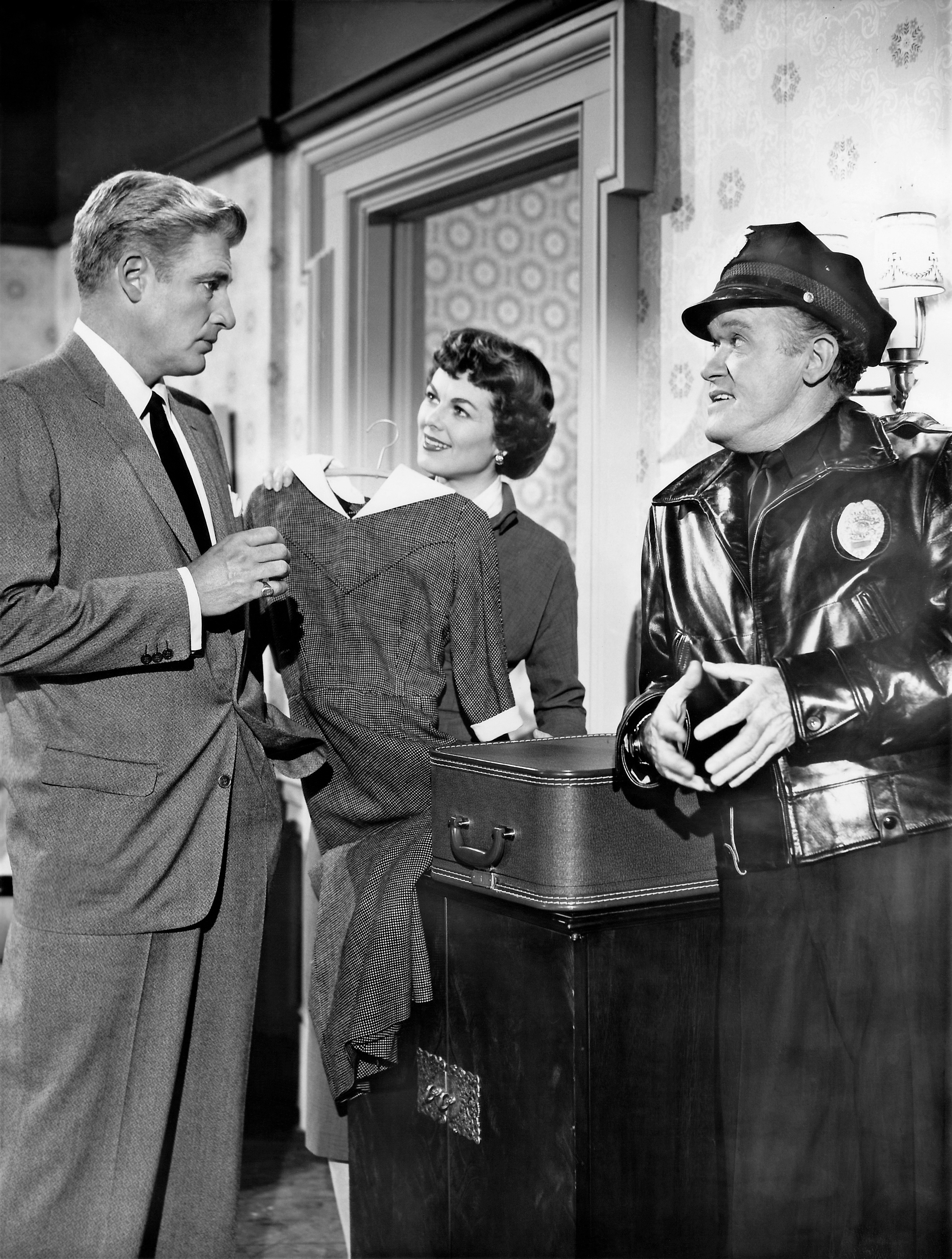
Пол Дрейк (Уильям Хоппер) и Делла Стрит (Барбара Хэйл) в эпизоде с полицейским (Фрэнк Салли[англ.])
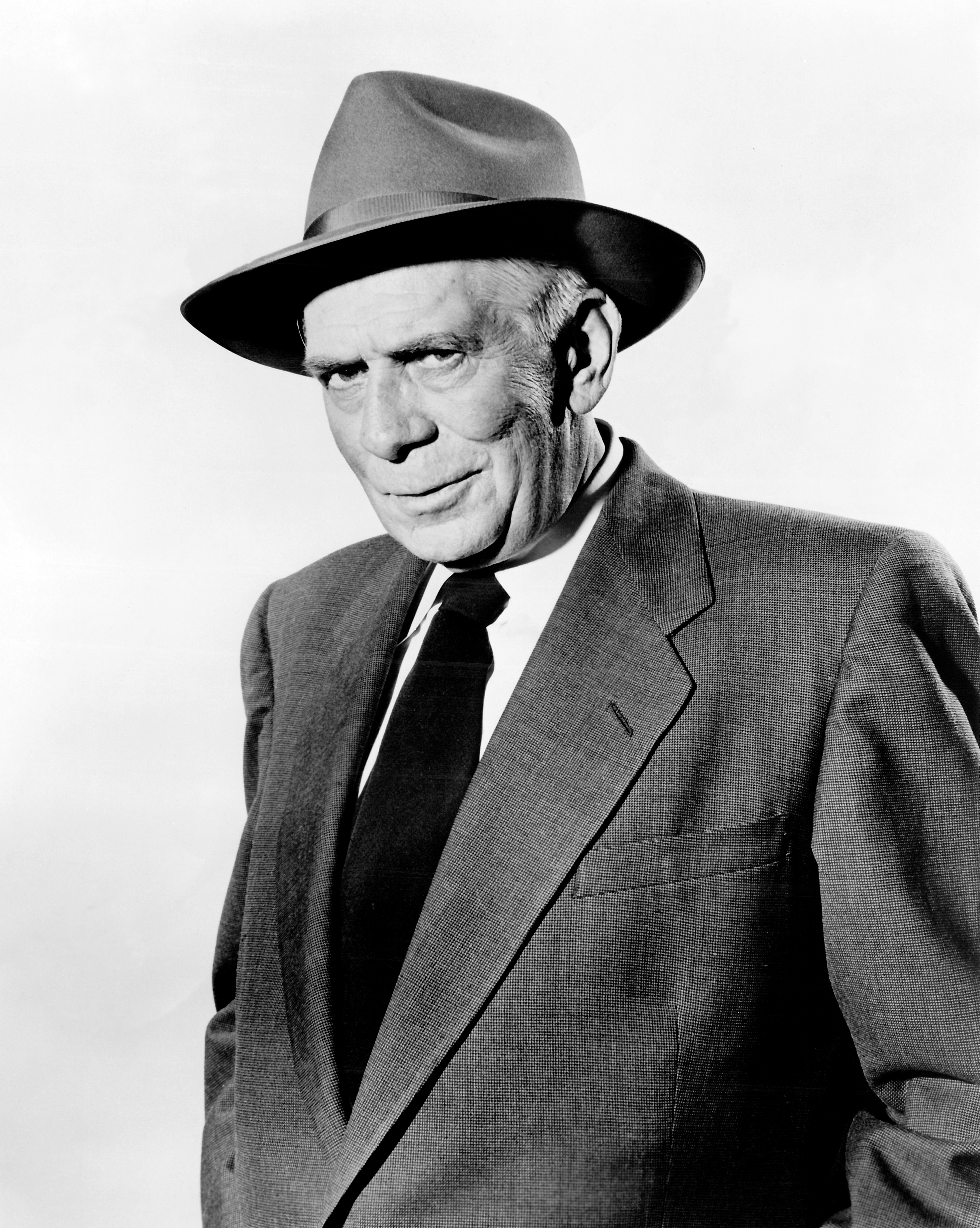
Лейтенант Артур Трэгг (Рэй Коллинз)

Гейл Патрик Джексон и продюсер Бен Брэди лично участвовали в съёмках каждой серии (разумеется, вместе с режиссёром очередного эпизода). В каждой серии обычно снималось примерно по десять известных артистов помимо основных персонажей. В сериале принимали участие много звёзд прошлого и будущего американского кино. «Многих из них я знала лично по прошлым работам», — говорила Гейл Патрик Джексон. «Они были благодарны мне за приглашение и сыграли свои роли очень мощно … Глория Генри, Вон Тейлор, Хиллари Брук, Джон Арчер, Моррис Анкрум, Дон Беддоу, Фэй Рэй, Олив Блейкни, Пол Фикс, Эддисон Ричардс. У нас также были новички, такие как Роберт Редфорд, Дэррил Хикман, Барбара Иден. Трюк состоял в том, чтобы использовать их не чаще чем один раз в год. Такие люди, как Фэй Рэй, сыграли в сериале несколько разных ролей».
По возможности, Патрик старалась привлекать к участию в сериале тех, с кем когда-то сама снималась в Голливуде. Некоторые из них уже практически отошли от дел и были финансово обеспеченными людьми, но им нравилось лицедействовать, и они с удовольствием принимали приглашения на съёмки. А, например, бывший мастер эпизода Джордж Э. Стоун с трудом сводил концы с концами, и в течение многих лет он регулярно появлялся в сериале о Перри Мейсоне, играя второстепенные роли, пока здоровье позволяло ему это делать.
Когда Патрик узнала о бывшей актрисе, у которой из-за паралича отнялась одна сторона тела, она приложила много усилий, чтобы найти для неё роль в сериале, так, чтобы актрису можно было снимать на камеру только с той стороны, которая осталась не затронутой недугом. «Это не альтруизм», — спустя годы вспоминала Патрик. «Они все прекрасные исполнители и каждый из них привносил в сериал что-то интересное и жизненно важное, какую-то новую грань, даже если эта грань у кого-то была только одна, но своя, непохожая ни на что».
Сериал о Перри Мейсоне оказал большое влияние на радиосеть Западного побережья США. Начиная с 1940-х годов Рэймонд Бёрр выступал на местных радиостанциях и постепенно стал настоящей радиозвездой. Начав сниматься в новом сериале, Рэймонд активно привлекал к съёмкам своих коллег по радио, так что только в течение первого сезона в сериале «засветилось» примерно 180 радиознаменитостей.

## Работа над сценариями
Производственный персонал сериала про Перри Мейсона относился к своей работе технически корректно и осознавая свою ответственность перед зрителями, среди которых, разумеется, были профессиональные юристы и судьи. Продюсер Бен Брэди, до того как заняться шоу-бизнесом, был практикующим юристом в Нью-Йорке, редактор Джин Ван окончил юридическую школу во Флориде, а исполнительный продюсер Гейл Патрик Джексон два года училась в юридическом колледже, прежде чем стать актрисой.
Многие серии основаны на романах и рассказах Эрла Стэнли Гарднера, который много лет работал адвокатом. Из 69 романов Гарднера про Перри Мейсона, опубликованных до января 1963 года, только два не были адаптированы для съёмок сериала. Все серии первого сезона (кроме трёх) были созданы на основе рассказов Гарднера. Три сценария, которые не были адаптациями, но, тем не менее, были основаны на романах Гарднера, но подверглись настолько глубокой переработке, что, в конечном итоге, серии получили другие названия: «Дело о мёртвом двойнике» («Дело о нанятой брюнетке»), «Дело отчаявшейся дочери» («Дело о гламурном призраке») и «Дело блудного родителя» («Дело подозрительного жениха»):8821. Во втором сезоне 14 серий из 39 сняты по оригинальным произведениям Гарднера. В последних сезонах, когда список оригинальных произведений писателя был исчерпан, уже только от одной до пяти серий были сняты по произведениям Гарднера, а некоторые серии представляют собой ремейки более ранних адаптаций.
К лету 1958 года под руководством Патрик Гейл трудились 31 сценарист, которые выдавали «на гора» оригинальные сценарии, действующими лицами в которых были персонажи Эрла Стенли Гарднера.
Патрик с юмором отзывалась о писателях. «Они уверены, что они улучшат то, что написал Эрл, хотя большинство из них не могут даже повторить его уровень».
Писатели сдавали проекты сценариев, а Патрик и Ванг проверяли сценарии на преемственность развития сюжета, содержательность и устраняли юридические ошибки. Затем откорректированные проекты направлялись Гарднеру, писатель вносил изменения, необходимые для соответствия законам. Гарднер тщательно контролировал сценарную работу на протяжении всего сериала и одновременно продолжал писать новые романы про Перри Мейсона.
Журнал Writer's Digest написал в 1961 году: «Среди писателей сложилось мнение, что писать сценарии для сериала о Перри Мейсоне — это самая трудная работа в Голливуде».

## Съёмки фильма

### Пробная серия
Первым фильмом нового сериала стал фильм «Дело о норке, побитой молью». Сценаристы Лоуренс Маркс и Бен Старр адаптировали роман Эрла Стэнли Гарднера, сохранив все сюжетные линии и персонажей. По телевидению этот фильм был показан 14 декабря 1957 года в качестве 13-й серии первого сезона, хотя сам фильм был снят за год до этого, с 3 по 9 октября 1956 года, после возвращения Рэймонда Бёрра из Гаваны, где он снимался в очередном фильме, после чего совершил двухнедельный тур по военным госпиталям в Вест-Индии.. По манере написания сценария и качеству съёмок эта серия очень сильно напоминает голливудские фильмы категории «Б» того периода, то есть малобюджетную кинопродукцию, не отличающуюся высокими художественными достоинствами. Режиссёром фильма был Тед Пост, снявший до этого несколько фильмов в стиле «нуар». В фильмах, которые были сняты после этого, характерные для стиля «нуар» приёмы движения камеры, использования глубокого пространства и другие стилевые особенности были смягчены или вовсе отсутствовали.
В начале ноября 1956 года журналистка Ева Старр написала: «Наши источники в CBS сообщают, что там сняли пробный фильм для нового сериала о Перри Мейсоне, „пробник“ получился удачным, а сам сериал, видимо, будут показывать в следующем сезоне в хорошее эфирное время».
30 ноября 1956 года Эрл Стенли Гарднер написал продюсеру сериала Гейл Патрик Джексон:
«Я не могу забыть, как я сидел в зале и смотрел этот первый фильм… По мере того как я видел, как благодаря Вашим идеям, Вашему такту и настойчивости постепенно менялся подход к сериалу, я пришел к выводу о том, что Вы отлично поработали, я очень горжусь Вами и тем, что работаю вместе с Вами. Мне кажется, Вы разглядели в Рэймонде Бёрре такие возможности, которые в нём никто больше не видел. Я думаю, что именно Вы развили в нём эти возможности и вдохновили не только актёров, но и продюсеров, и режиссёров. Я думаю, что мы находимся на пути к очень большому успеху»:8619.

### Сериал
Сериал начали снимать в апреле 1957 года. Бюджет каждой серии составлял 100 000 долларов (в ценах 10-х годов XXI века это эквивалентно примерно 0.85 млн долларов США). Съёмки проходили в павильонах киностудии «20th Century Fox» в Лос-Анджелесе недалеко от бульвара Сансет и «CBS Studio Center». Рэймонд Бёрр похудел на 50 кг и продолжал терять вес, когда начались съёмки: «У меня просто нет времени, чтобы поесть», — говорил он.
«Раз в неделю Бёрр снимается в новой серии, которая практически представляет собой полнометражный художественный фильм», — писали газеты. «Он присутствует в 98 процентах всех сцен».
«У меня не было жизни за пределами сериала», — вспоминал Бёрр. «И это продолжалось 24 часа в сутки, шесть дней в неделю. Я никогда не уходил домой на ночь. Я жил на съёмочной площадке. Я вставал в 3 утра и приступал к заучиванию своего текста на предстоящий день. Иногда мой рабочий день заканчивался в 9 часов вечера. У меня была кухня, спальня, офис, гостиная там, где проходили съёмки в данный день».
В первый год было снято тридцать девять серий. «Ключевые строки Рэй записывал себе на манжеты рубашки», — говорила Гейл Патрик Джексон.
В работе над сериалом принимали участие такие режиссёры, как Ласло Бенедек, Джесс Хиббс, Артур Маркс, Кристиан Найби и Уильям Д. Рассел. Некоторые из этих режиссёров, включая Льюиса Аллена и Ричарда Доннера, имели за своими плечами солидный творческий багаж в виде известных художественных фильмов. Многие специалисты отмечали, что фильмы сняты в стиле, близком к стилю "нуар.
Все серии, кроме одной, были сняты на чёрно-белую плёнку.

## Описание
Каждая серия обычно делилась на две части: в первой происходит убийство, во второй Перри Мейсон защищает клиента, обвиняющегося в убийстве, и доказывает его невиновность, находя настоящего убийцу. В большинстве эпизодов личность преступника была установлена до окончания судебного разбирательства.
В конце серии герои собираются вместе, чтобы обсудить, как было раскрыто преступление. В некоторых сериях к Перри Мейсону и его напарникам, помощнице Делле Стрит и детективу Полу Дрейку, присоединяются окружной прокурор Гамильтон Бюргер и лейтенант полиции Артур Трэгг.
В сериале впервые начали ставить маленький знак мелом на том месте, где нашли труп. Первый эпизод с этим действием произошёл в одиннадцатой серии второго сезона («Дело о попугае-лжесвидетеле»). Однако этот приём использовался у Эрла Стэнли Гарднера в книге «Двойная страховка», написанной в 1941 году под псевдонимом А. А. Фэйр.
Музыкальная заставка Park Avenue Beat Фреда Штейнера является одной из самых узнаваемых мелодий в мире. На вопрос, почему Перри Мейсон выигрывает каждое дело, Рэймонд Бёрр ответил: «Но, мадам, вы видите только те дела, которые я веду по субботам».
Эпизоды были сняты в чёрно-белом изображении, и только один — «Дело избитого твиста» — в цвете.
В Сенате С. Сотомайор заявила, что захотела стать прокурором после просмотра сериала о Перри Мейсоне. В сериале прокурор проигрывает все дела, кроме одного. Позже CNN заявило, что таких эпизодов было три: «Дело о неразумном свидетеле», «Дело о смертельном приговоре», «Дело об испуганной машинистке».

## В ролях
- Рэймонд Бёрр — адвокат Перри Мейсон
- Барбара Хейл — Делла Стрит, помощница Мейсона
- Уильям Хоппер — Пол Дрэйк, частный детектив, помощник Мейсона
- Уильям Тэлман — прокурор Гамильтон Бюргер
- Рэй Коллинз — лейтенант полиции Артур Трэгг
- Уэсли Лау — лейтенант полиции Энди Андерсон
- Ричард Андерсон — лейтенант полиции Стив Драмм
- Уэнди Вагнер — подсудимая Анона Гилберт

## Эпизоды
| Сезон | Серии | Серии | Даты показа      | Даты показа     |
| Сезон | Серии | Серии | Первая серия     | Последняя серия |
| ----- | ----- | ----- | ---------------- | --------------- |
| 1     | 39    | 39    | 21 сентября 1957 | 28 июня 1958    |
| 2     | 30    | 30    | 20 сентября 1958 | 27 июня 1959    |
| 3     | 26    | 26    | 3 октября 1959   | 11 июня 1960    |
| 4     | 28    | 28    | 17 сентября 1960 | 10 июня 1961    |
| 5     | 30    | 30    | 2 сентября 1961  | 26 мая 1962     |
| 6     | 28    | 28    | 27 сентября 1962 | 16 мая 1963     |
| 7     | 30    | 30    | 26 сентября 1963 | 21 мая 1964     |
| 8     | 30    | 30    | 24 сентября 1964 | 13 мая 1965     |
| 9     | 30    | 30    | 12 сентября 1965 | 22 мая 1966     |

## СМИ
Сериал много лет транслировался по телевизионной станции TBS и совсем недавно стал идти по Hallmark Channel. Канал CBS выложил на своём сайте первый и второй сезон сериала для просмотра. С 1966 года на канале KPTV прошёл повторный показ сериала. С 1970 года он шёл в 12 часов, кроме промежутка 1974—1975 годов, когда он шёл в 12:30.

## Выпуск на DVD
| Название диска   | Кол-во эпизодов | Дата выхода      |
| ---------------- | --------------- | ---------------- |
| Сезон 1, часть 1 | 19              | 11 июля, 2006    |
| Сезон 1, часть 2 | 20              | 21 ноября, 2006  |
| Сезон 2, часть 1 | 15              | 19 июля, 2007    |
| Сезон 2, часть 2 | 15              | 13 ноября, 2007  |
| Сезон 3, часть 1 | 12              | 19 августа, 2008 |
| Сезон 3, часть 2 | 14              | 2 декабря, 2008  |
| Сезон 4, часть 1 | 14              | 9 июня, 2009     |
| Сезон 4, часть 2 | 12              | 8 декабря, 2009  |

## Комментарии
1. ↑  аудиопробы Вильяма Хоппера включены в качестве дополнительного материала в диск 4 юбилейного DVD-издания 2008 года, посвящённого 50-летию с начала работы над сериалом о Перри Мейсона.[8]
2. ↑  Историк кино Томас Лейтч называет три романа Эрла Стенли Гарднера, которые не были использованы для сериала о Перри Мейсоне: "Дело о фальшивом глазе" (1936), "Дело о кошельке золотоискателя" (1945) и "Дело о гламурном призраке" (1955), хотя последний из упомянутых романов был экранизирован в пятом сезона.[6]
3. ↑  на Кубе Бёрр снимался в фильме Роман в Гаване (рабочее название The Fever Tree) с августа по 10 сентября 1956 года [15]
4. ↑  After "The Case of the Moth-Eaten Mink", the first episode shot was "The Case of the Fan Dancer's Horse", filmed April 15–22, 1957. The next was "The Case of the Crimson Kiss" (April 24–May 1, 1957).[13]:6585, 8703, 10211